# I ragazzi del capitano Nemo
I ragazzi del capitano Nemo è un film fantastico del 1966, diretto da Karel Zeman, libero adattamento di Due anni di vacanze di Jules Verne.

## Trama
A Parigi, durante i festeggiamenti per l’esposizione universale del 1889, cinque ragazzini si impadroniscono del favoloso vascello volante costruito dal professor Findeis e dopo aver sorvolato l’Europa atterrano su un’isola sconosciuta la cui strana geografia ricorda la forma di una farfalla. Inseguiti da alcune spie che vogliono rubare l’avveniristico dirigibile per usarlo come arma da guerra.
Zeman costruisce una nuova piacevolissima avventura per ragazzi ispirandosi liberamente alle pagine di Jules Verne. Gli attori in carne ed ossa si muovono su sfondi dipinti con lo stile delle incisioni di fine ‘800. Il racconto del viaggio sullo straordinario dirigibile suggerisce un elementare itinerario dei piccoli protagonisti verso una nuova consapevolezza: un percorso che inizia dalle meraviglie e dai sogni spensierati dell’infanzia e che si conclude con una raggiunta maturità, tracciato con impareggiabile gusto da un mago della cinematografia cecoslovacca. Conosciuto negli USA con i titoli: The Stolen Airship, The Stolen Balloon, Two Years Vacation, Two Year’s Holiday. In Italia ha come titolo alternativo Il dirigibile rubato.